# Lago Pend Oreille

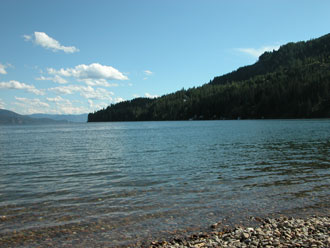
La bahía Garfielden el lago Pend Oreille

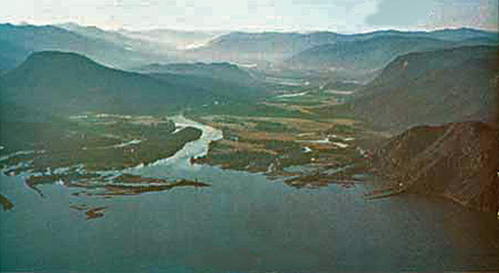
La desembocadura del río Clark Fork en el lago

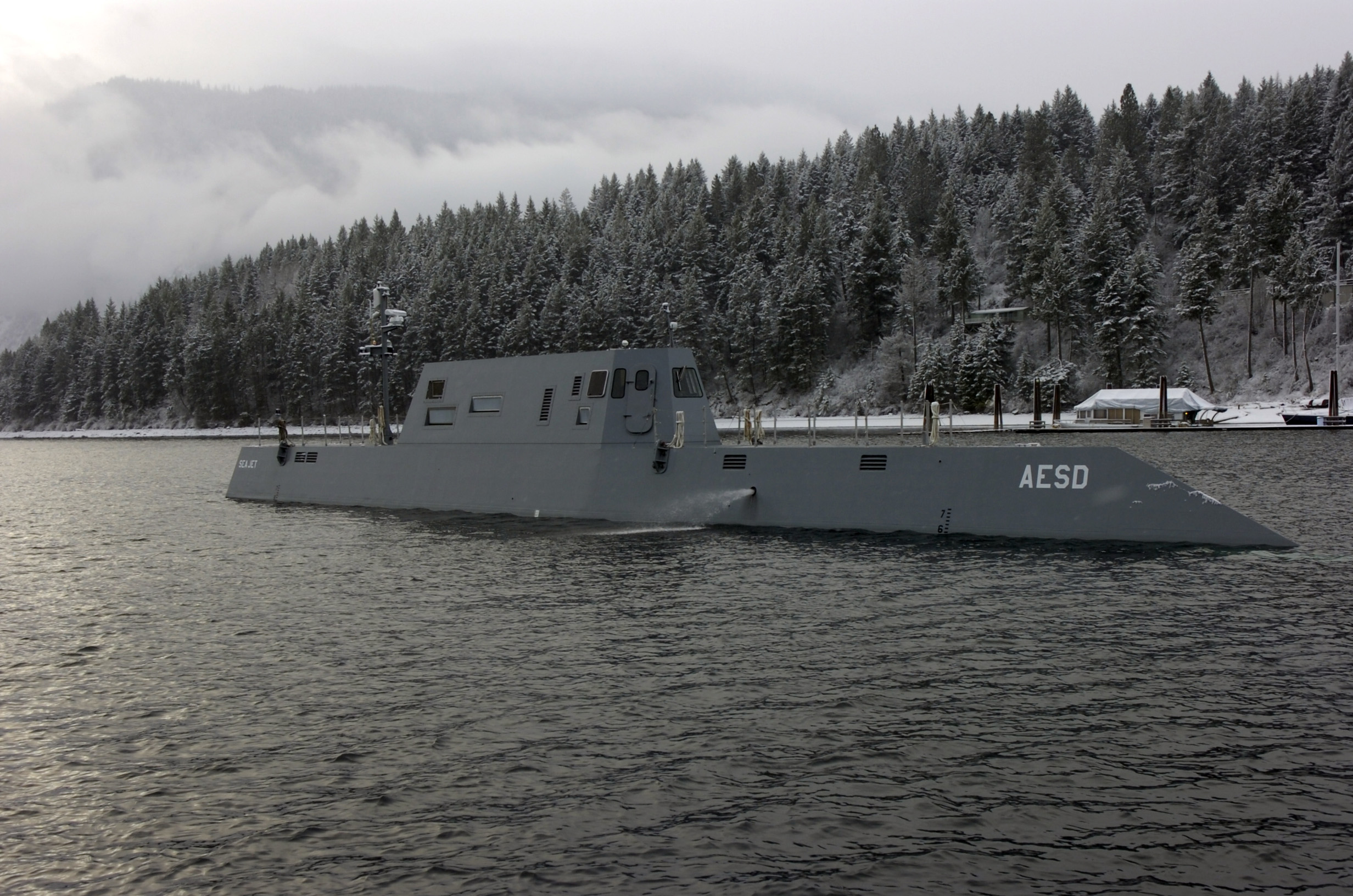
Un submarino en el lago (2005)

El lago Pend Oreille (del inglés: Lake Pend Oreille) es un lago de los Estados Unidos de 380 km² de superficie, el mayor de los lagos del estado de Idaho que se localiza en su extremo norte, en el Panhandle de Idaho. Tiene 69 km de longitud y 350 m de profundidad en algunas zonas, siendo el quinto más profundo del país.

## Geografía
Casi todo el lago se encuentra en el condado de Bonner, excepto el extremo sur, que pertenece al condado de Kootenai y que forma parte del Farragut State Park, que anteriormente fue un centro naval de entrenamiento de la Marina de los EE. UU. durante la Segunda Guerra Mundial, la Farragut Naval Training Station, de la que una pequeña parte está todavía activa y en la que se realizan investigaciones submarinas acústicas. Gran parte de la costa del lago es montañosa: al este, las Green Monarchs; al norte, las montañas Cabinet; al sudoeste, las montañas Coeur d'Alene; y al noroeste, las montañas Selkirk.
El lago es alimentado por el río Clark Fork y el río Pack, y drena a través del homónimo río Pend Oreille. Está rodeado de bosques nacionales y algunas ciudades pequeñas, siendo la más poblada Sandpoint. La mayoría de la línea de costa no está poblada. La ribera noroeste del lago es recorrida por la carretera Estatal de Idaho 200, el tramo considerado Pend Oreille Scenic Byway, desde la boca del Clark Fork hasta Sandpoint, la ciudad localizada en la boca del emisario del lago, el río Pend Oreille. Aquí un largo puente de la carretera 95, de unos 3,5 km, cruza el lago.
Los bosques de los alrededores se componen de pinus ponderosa, abeto Douglas, cedro rojo, álamo, temblón de Aspen, Hemlock, abedul papirifero y alerce occidental. La ribera noroccidental forma parte del bosque nacional Kaniksu y la meridional del bosque nacional Coeur d'Alene. En el lago están delimitadas varias áreas protegidas: la David Thompson State Wildlife Preserve, la Panhandle Wildlife Management Area y la Pend Oreille Wildlife Management Area.
Las especies animales locales incluyen el venado cola blanca, alces, lobos grises, alces, ardillas, osos negros, osos grizzly, coyotes y linces, además de águilas calvas, águilas pescadoras, búhos, colibríes, halcones, pájaros carpinteros, patos y azulejos de las montañas. El lago es el hogar de varias especies de aves acuáticas migratorias.

### Asentamientos de población
Las siguientes localidades, todas en el condado de Bonner, están en las riberas del lago:
- Sandpoint, establecida en 1888 y sede del condado de Bonner que contaba en 2010 con 7365 habitantes;
- Ponderay, 1137 habitantes;
- Kootenai, 678 habitantes;
- Hope, 86 habitantes;
- Clark Fork, 536 habitantes;

En Bayview está la sede del parque estatal Farragut (condado de Kootenai).

## Historia
El lago Pend Oreille fue formado por glaciares durante la edad de hielo. También se cree que el lado oriental del lago se encontraba en el camino de la antigua inundación de Missoula. El lago se encuentra en el extremo sur de la fosa de Purcell, tallada por los glaciares que se desplazaron hacia el sur desde Canadá. Se cree que la parte oriental del glaciar formó el dique de la inundación de Missoula, en el punto donde el río Clark Fork entra en el lago entre las montañas Cabinet y Bitteroot. El lago se ha hecho un poco más grande por la represa de Albeni Falls, justo al este de Oldtown (Idaho). La presa  tiene 27 m de altura y es operada por la Bonneville Power Administration (BPA). Es uno de los cinco lagos más profundos de los Estados Unidos, junto al lago del Cráter, el lago Tahoe, el lago Chelan y el lago Flathead.
El área alrededor del lago es el hogar tradicional de las tribus indias kalispell. David Thompson estableció un puesto comercial de la North West Company en el lago en 1809. Se cree que uno de los comerciante de pieles canadienses de la brigada de Thompson podría haber dado al lago su nombre. Las palabras «Pend Oreille» son francesas y significan que «pende [de la] oreja» o pendiente. Los pendientes eran característicos de la tribu kalispell, aunque también el lago tiene una forma muy similar a una oreja humana cuando se ve desde arriba o en un mapa.
Durante la Segunda Guerra Mundial en el extremo sur del lago estaba el segundo mayor campo de entrenamiento naval del mundo. Construido como resultado del ataque japonés a Pearl Harbor, la estación de formación es ahora el parque estatal Farragut (Farragut State Park). El lago todavía es utilizado por el Destacamento de Investigación Acústica de la Marina (Navy's Acoustic Research Detachment) para probar prototipos de submarinos a gran escala: su gran profundidad le da importantes propiedades acústicas similares a las del mar abierto.

## Pesca
El lago es el hogar de muchas especies de peces, como la trucha arco iris, trucha de lago, perca, Crappie negro, perca americana, perca americana de boca pequeña, peces blancos, lucioperca, lucio europeo y salmón rojo Kokanee. En el lago Pend Oreille se pescó el ejemplar récord de 17 kg de trucha arco iris Kamloops atrapada por Wes Hamlet en 1947.

### Conservación
- Pend Oreille Basin Commission, organismo formado para supervisar todas las cuestiones relativas a la calidad del agua y/o la cantidad de agua en el lago Pend Oreille, el río Pend Oreille, el lago Priest y el río Sacerdote.
- Lake *A* Syst programa educativo voluntario para ayudar a los propietarios en la toma informada de decisiones en la gestión de sus propiedades frente al lago.
- Tri-State Water Quality Council ciudadanos, empresarios, industria, tribus, grupos gubernamentales y ambientales combinados para supervisar el sistema del río Clark Fork-Pend Oreille.
- Clark Fork - Pend Oreille Conservancy fideicomiso de tierras sin fines de lucro en los condados de Sanders, Montana y Bonner.
- Idaho Department of Environmental Quality (enlace roto disponible en Internet Archive; véase el historial, la primera versión y la última). del Lake Pend Oreille Watershed Advisory Group
- Rock Creek Alliance trabajos sin fines de lucro para proteger la calidad del agua de la cuenca Clark Fork-Pend Oreille y el área protegida Cabinet Mountains Wilderness Area (principalmente de la contaminación de la industria minera).
- Lake Pend Oreille Waterkeeper grupo ecologista parte de la Waterkeeper Alliance

### Geología
Para información sobre la geología del lago Pend Oreille ver:
- http://imnh.isu.edu/digitalatlas/counties/bonner/geomap.htm
- http://imnh.isu.edu/digitalatlas/counties/kootenai/geomap.htm
- Alt, David. Glacial Lake Missoula and Its Humongous Floods. (Missoula, MT: Mountain Press Publishing Co., 2001

### Pesca
- Idaho Fish and Game
- Lake Pend Oreille Idaho Club voluntarios, sin fines de lucro, interesados en la supervivencia de Kokanee en beneficio de la restauración de la pesquería Gerrard Rainbow. El objetivo principal del club es proteger y mejorar el lago Pend Oreille.

### Especies acuáticas invasoras
- Bonner County Public Works supervisa el tratamiento de la Eurasian Milfoil en el lago Pend Oreille.
- Mothers for Safe Water, un grupo de madres, preocupado por el uso de herbicidas para el tratamiento del milenrama de agua.

- Datos: Q1632195
- Multimedia: Lake Pend Oreille / Q1632195